# Watergraafsmeer

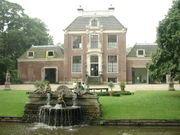
La residenza Buitenplaats Frankendael

Watergraafsmeer è un polder olandese che dal 1921 fa parte della città di Amsterdam.
Strappato al mare nel 1629, nel XVII e XVIII secolo era sede di molte residenze nobiliari di campagna, ma solo una, la Buitenplaats Frankendael, esiste tuttora.